# Drunten in der grünen Au
Drunten in der grünen Au („Der Birnbaum“) ist ein deutschsprachiges Volkslied, das seit dem 19. Jahrhundert in verschiedenen Text- und Melodievarianten aus verschiedenen Regionen des deutschsprachigen Raums überliefert ist.

## Geschichte
Die Wurzeln des Liedes reichen vermutlich bis in das 16. Jahrhundert zurück: ein Aufzähllied mit den Strophenbegriffen „Ast, Zweig, Nest, Ei, Vogel, Feder“ ist um 1580 durch eine Umdichtung bei Johann Fischart belegt. Eine dem heutigen Lied entsprechende Fassung wurde erstmals von Christian Hohnbaum in der Gegend von Stuttgart aufgezeichnet und 1816 in Johann Gustav Gottlieb Büschings Wöchentlichen Nachrichten abgedruckt. Eine Fassung aus der Gegend von Frankfurt am Main drucken Ludwig Erk und Wilhelm Irmer 1843. Ab etwa 1850 ist das Lied aus verschiedenen Regionen Deutschlands überliefert, so aus Hessen-Darmstadt, Franken, Württemberg, Brandenburg und Sachsen, aber auch aus dem Kuhländchen, aus Luxemburg und Litauen. Im 19. Jahrhundert ist es eines der meistgedruckten europäischen Scherzlieder. Eine Fassung in bairischer Mundart mit dem Text Drunt in da greana Au ist seit mindestens 1905 überliefert. Im Münchener Raum wird tradiert, das Lied handle von einem Birnbaum im Stadtteil Au. Der Volksliedforscher Karl Liebleitner (1858–1942) zeichnete das Lied in Österreich auf. In den 1930er Jahren zeichnete der Volkskundler Johannes Künzig das Lied in Reschitza im rumänischen Banat auf. Auch in der DDR war das Lied als Kinderlied verbreitet.
Ähnliche Schwelllieder sind z. B. auch im Englischen, Irischen (The Rattlin’ Bog), Dänischen, Schwedischen und Französischen bekannt.

## Text
Der Form nach handelt es sich bei dem Lied um ein Schwelllied, eine Sonderform der Zählgeschichte, bei der der Refrain „anschwillt“, indem der Inhalt der aktuellen Strophe dem vollständigen bisherigen Refrain vorangestellt wird. Der anwachsende Refrainteil wird, wie bei Liedern dieser Gattung üblich, auf einem gleichbleibenden repetierten Ton gesungen.
Es gibt verschiedene hochdeutsche und mundartliche Varianten des Textes. Viele Fassungen enden mit einem erotischen Anklang; beim Abdruck in Liederbüchern für Kinder werden die letzten Strophen häufig weggelassen oder geändert. In der Langversion der bairischen Fassung lautet der Text:
(Alle:) Drunt in da greana Au steht a Birnbam, sche blau, juche. / Drunt in da greana Au steht a Birnbam, sche blau.

(A:) Was is an dem Bam? (B:) A wunderschena Ast. (Alle:) Ast am Bam, Bam in der Au. / Drunt in da greana Au steht a Birnbam, sche blau, juche. / Drunt in da greana Au steht a Birnbam, sche blau.

(A:) Was ist an dem Ast? (B:) A wunderschens Astl. (Alle:) Astl am Ast, Ast am Bam, Bam in der Au. / Drunt in da greana Au …

(A:) Was is an dem Astl? (B:) A wunderschens Zweigerl. (Alle:) Zweigerl am Astl, Astl am Ast, Ast am Bam, Bam in der Au. / Drunt in …

(A:) Was ist an dem Zweigerl? (B:) A wunderschens Blattl. (Alle:) Blattl am Zweigerl, Zweigerl am Astl, Astl am Ast, Ast am Bam, / …

(A:) Was ist an dem Blattl? (B:) A wunderschens Nesterl. (Alle:) Nest am …

(A:) Was is in dem Nest? (B:) A wunderschens Oar. (Alle:) Oar im Nest, …

(A:) Was is in dem Oar? (B:) A wunderschens Vogerl. (Alle:) Vogerl im Oar, …

(A:) Was is an dem Vogerl? (B:) A wunderschens Federl. (Alle:) Federl vom …

(A:) Was wird vo dem Federl? (B:) A wunderschens Betterl. (Alle:) Betterl vom …

(A:) Wer liegt in dem Betterl? (B:) A wunderschens Maderl. (Alle:) Maderl im …

(A:) Wer liegt bei dem Maderl? (B:) A wunderschenes Buaberl. (Alle:) Buaberl …

(A:) Was kriagn na de beiden? (B:) A wunderschens Kinderl. (Alle:) Kinderl vo de zwoa, …

(A:) Was macht na des Kinderl? (B:) Des pflanzt an scheen Birnbam. (Alle:) Birnbam vom Kinderl, …

(A:) Wo steht na der Birnbam? (B:) Der steht in der Au. (Alle:) Bam in der Au, Birnbam vom Kinderl, …
Der Aufzählungsteil mündet jeweils ohne Pause in die Wiederholung des Refrains „Drunt in der greana Au …“. Eine Pause kann vor der nächsten Frage gesetzt werden.

## Moderne Adaptionen
1964 veröffentlichte der Volkssänger Georg Blädel eine Single mit dem Titel Drunt in der greana Au. Eine politisch-satirische Umdichtung des Liedes durch die Biermösl Blosn erschien 1982 auf dem Album Grüß Gott mein Bayernland. Die Volksliedfassung veröffentlichten die Biermösl Blosn 2000 auf ihrem Kinderliederalbum Zing Zang Zing. Konstantin Wecker veröffentlichte 1988 auf seiner Platte Ganz schön Wecker einen umweltkritischen Song mit dem Titel Drunt in der Au, der auf dem Volkslied beruht.